# Atrofia vaginal

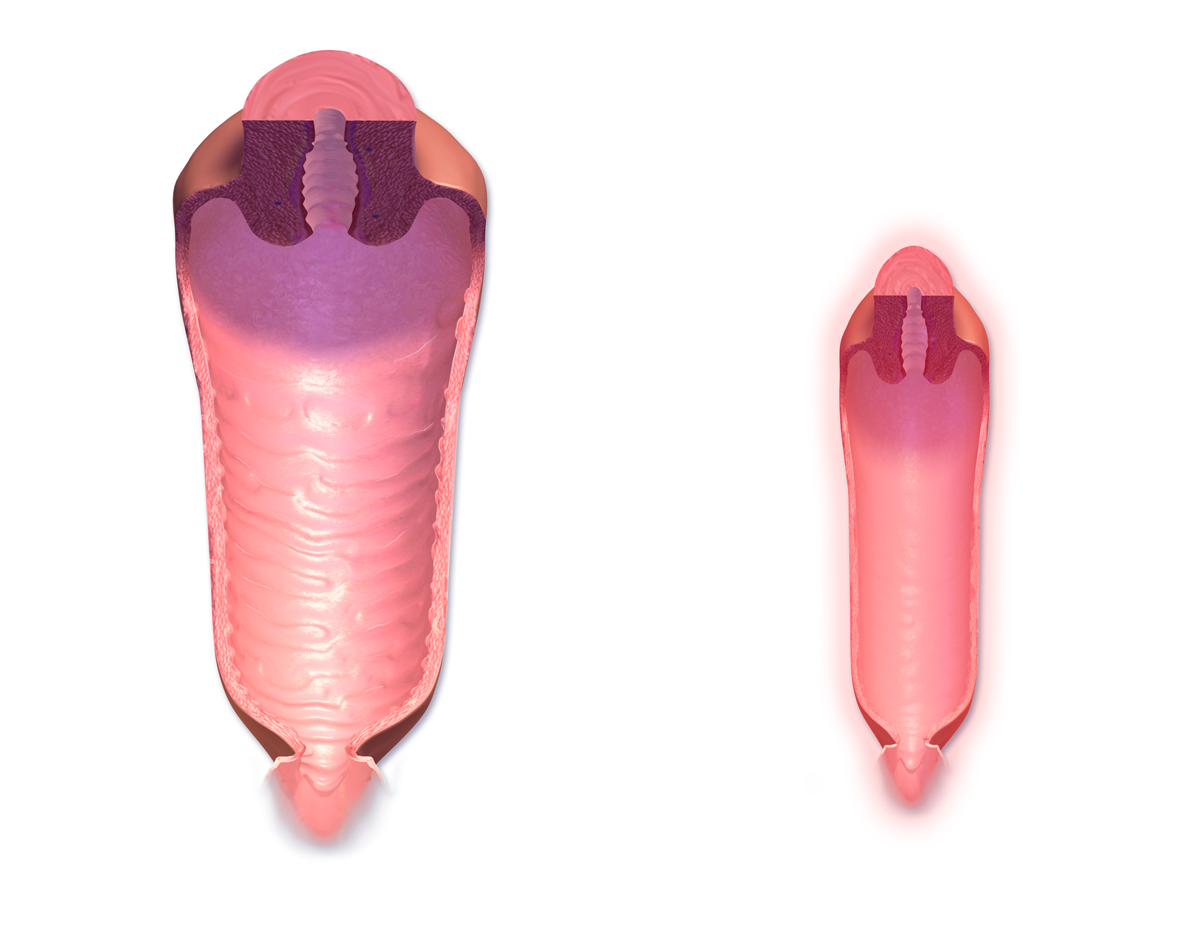
Canal vaginal normal vs. menopausia. Animación en la referencia

La atrofia vulvovaginal  o vaginitis atrófica es una inflamación crónica y progresiva de la vagina (y del tracto urinario inferior) debido al adelgazamiento y contracción de los tejidos vaginales y se presenta, a menudo, acompañada por otras patologías de la vulva o urinarias. Estos síntomas se deben a la falta de estrógenos, hormonas sexuales femeninas. Al menos la mitad de las mujeres postmenopáusicas experimentan atrofia vulvovaginal. Sin embargo, ésta puede aparecer en otras circunstancias que provocan una disminución de estrógenos, como la lactancia materna o el uso de ciertos medicamentos.
La vaginitis atrófica tiene un “gran impacto negativo en la calidad de vida de las mujeres postmenopáusicas”, que apuntan a una reducción “del placer en su actividad sexual” y una disminución general de su bienestar.
Hay expertos que han propuesto dejar de usar los términos atrofia vulvovaginal y vaginitis atrófica y sustituirlos por “síndrome genitourinario de la menopausia”.

## Terminología
Los términos utilizados para referirse a esta condición y su conjunto de síntomas suelen ser atrofia vulvovaginal y vaginitis atrófica. Sin embargo, hay quienes los consideran imprecisos para describir todos los cambios que se producen en el sistema genitourinario después de la menopausia.
El término vaginitis atrófica sugiere que la vagina está inflamada o infectada. Aunque puede ser así, la inflamación y la infección no constituyen los principales cambios en la vagina durante la posmenopausia. Además, estos términos no describirían los efectos negativos en el tracto urinario inferior, que pueden ser los síntomas más problemáticos de la menopausia para las mujeres. Por tales motivos, dos sociedades profesionales afirman que el concepto “síndrome genitourinario de la menopausia” (GSM por sus siglas en inglés) es más preciso. A su vez, vaginitis atrófica tampoco reflejaría los cambios relacionados con los labios vaginales, el clítoris, el vestíbulo vulvar, la uretra y la vejiga.

## Señales y síntomas
Después de la menopausia, el epitelio de la vagina cambia y reduce su grosor. Algunos de los signos y síntomas que acompañan a la menopausia se producen por la vaginitis atrófica. Los síntomas incluyen:
- Sequedad
- Dolor
- Picor
- Quemazón
- Molestias
- Presión
- Flujo vaginal blanco
- Flujo maloliente
- Relaciones sexuales dolorosas
- Sangrado tras el coito[8]
- Micción dolorosa
- Sangre en la orina
- Aumento de la frecuencia urinaria
- Incontinencia
- Mayor susceptibilidad a las infecciones
- Disminución de la lubricación vaginal
- Infecciones del tracto urinario
- Dolor al orinar
- Molestias al sentarse
- Molestias al limpiarse

## Incidencia y causas
Hasta el 50 % de las mujeres posmenopáusicas presentan al menos algún grado de atrofia vaginal. Es probable que esté infradiagnosticada y, por tanto, tratada inadecuadamente.

## Diagnóstico
Dado que las mujeres pueden presentar signos y síntomas atribuibles a otras causas, el diagnóstico se produce cuando tales síntomas no se pueden justificar mejor con el de otra condición o trastorno. Los test de laboratorio no suelen proporcionar información relevante que ayude en el diagnóstico. Un examen visual es útil. Los siguientes síntomas pueden indicar unos menores niveles de estrógenos: poco vello púbico, pérdida de grasa labial, adelgazamiento y reabsorción de los labios menores y estrechamiento de la abertura vaginal.
Un examen interno revelará la presencia de un bajo tono muscular vaginal y el revestimiento de la vagina aparecerá liso, brillante, blanquecino y con pérdida de pliegues. El fórnix vaginal puede desaparecer y el cuello uterino, aparecer alineado con la parte superior de la vagina. La inflamación es evidente cuando el revestimiento vaginal sangra con facilidad y aparece hinchado. El pH vaginal se medirá a 4,5 o más.

## Tratamiento
Es poco probable que los síntomas del GSM se resuelvan sin tratamiento. Las mujeres pueden presentar bastantes o algunos de los síntomas, en función de los cuales se indica el tratamiento más adecuado para cada una de ellas. Si padecen otros problemas de salud, pueden tenerse en cuenta para indicar el tratamiento más apropiado. Para aquellas que tienen síntomas relacionados con la actividad sexual, puede ser suficiente un lubricante. Si hay síntomas urinarios y genitales, la terapia local con dosis bajas de estrógenos puede ser efectiva, pero las mujeres que han sido pacientes con cáncer hormonodependientes pueden necesitar tratamientos más prudentes. Algunas mujeres pueden presentar síntomas que estén extendidos o encontrarse en riesgo de sufrir osteoporosis; estrógenos y adyuvantes pueden ser la mejor opción.
El tratamiento tópico con estrógenos es eficaz cuando los síntomas son graves y alivia la alteración del pH para restaurar el microbioma de la vagina. Cuando los síntomas incluyen los relacionados con el sistema urinario, se puede usar un tratamiento sistemático. Las recomendaciones para el uso de la dosis efectiva más baja durante el período más breve posible ayudan a prevenir efectos endometriales adversos.
Nuevos tratamientos han sido desarrollados más recientemente. Incluyen moduladores selectivos del receptor de estrógenos, dehidroepiandrosterona vaginal y terapia con láser. Otros tratamientos están disponibles sin receta, como los lubricantes vaginales y los humectantes. Los dilatadores vaginales pueden ser útiles. Dado que el GSM también puede causar problemas urinarios relacionados con la disfunción del suelo pélvico, hay mujeres que pueden beneficiarse de los ejercicios de fortalecimiento del mismo.

## Investigación
La Agencia Americana del Medicamento (FDA) ha aprobado el uso del láser en el tratamiento de muchos trastornos. El GSM no se menciona específicamente en esta lista de trastornos de la FDA, pero los tratamientos con láser han tenido cierto éxito, aunque aún se necesitan estudios más completos.